# Revanche do Maracanaço
A Revanche do Maracanaço foi uma partida de futebol disputada em 8 de abril de 1951, no Estádio Centenário, em Montevidéu, Uruguai, entre o Club de Regatas Vasco da Gama e o Club Atlético Peñarol. Considerado à época um marco na história do futebol brasileiro, o jogo ficou conhecido por simbolizar a redenção da Seleção Brasileira após a derrota na final da Copa do Mundo de 1950.
A partida ocorreu menos de um ano após o Maracanaço, tida como uma das maiores tragédias futebolísticas do país e que deixou marcas profundas no esporte nacional, especialmente no goleiro Moacir Barbosa, que foi amplamente responsabilizado pelo resultado.
O embate entre Vasco da Gama e Peñarol, em Montevidéu, recebeu tratamento de um confronto simbólico entre Brasil e Uruguai, sendo encarado como uma oportunidade de redenção, já que ambos os times contavam com as bases de suas respectivas seleções nacionais.
Reforçou a narrativa de revanche a presença de 21 jogadores que estiveram na final da Copa do Mundo de 1950, sendo eles: Máspoli, Matías González, Obdulio Varela, Juan González, Ortuño, Romero, Vidal, Schiaffino, Ghiggia, Míguez, Britos e Pérez pelos Carboneros; e Barbosa, Augusto, Ely do Amparo, Alfredo II, Danilo Alvim, Ademir de Menezes, Chico, Friaça e Maneca pelo Expresso da Vitória.
Assistida por mais de 70.000 torcedores, a vitória vascaína teve ampla repercussão internacional e foi comemorada em todo o Brasil como uma conquista do futebol nacional. O Jornal dos Sports narrou que "não há palavras para descrever o entusiasmo com que o desporto brasileiro recebeu a sensacional vitória do Vasco sobre o Peñarol" e ainda publicou em manchete: "Agora já se sabe onde é praticado o melhor futebol do mundo." Na Espanha, por exemplo, o periódico Mundo Deportivo classificou o resultado como "A Ressurreição do Futebol Brasileiro".
O triunfo cruzmaltino chegou até mesmo a ser celebrado inclusive pelos presidentes dos rivais cariocas: Gilberto Ferreira Cardoso do Flamengo disse que "a vitória do quadro do Vasco foi brilhante e magnífica"; para Carlos Martins da Rocha do Botafogo, "consagrou o football brasileiro de maneira extraordinária"; e segundo Fábio Carneiro de Mendonça do Fluminense, "enche a nós, do Fluminense, de tanta satisfação e orgulho, que nos deixa a impressão de traduzir um feito da própria bandeira tricolor." Já o Diário Carioca destacou que "a torcida do Flamengo presente no estádio do Botafogo (General Severiano, em partida do Torneio Municipal contra o Madureira) vibrou ao primeiro gol do Vasco da Gama!"

## O confronto
Os primeiros 15 minutos foram de intensa pressão dos donos da casa, que buscavam impor o ritmo do jogo com o apoio da torcida local. Em algumas oportunidades perigosas, especialmente criadas por Óscar Míguez e Alcides Ghiggia, Barbosa foi obrigado a realizar "magníficas defesas". Aos poucos, o Vasco da Gama passou a equilibrar a partida, explorando principalmente as jogadas de Dejair e Tesourinha. Com 25 minutos da primeira etapa, a equipe cruzmaltina inaugurou o marcador em um belo gol de primeira de Friaça, após preciso lançamento de Dejair.
No retorno do intervalo, os aurinegros voltaram a pressionar em busca do empate, mas novamente paravam sem sucesso em Barbosa. E logo aos 9 minutos, Friaça serviu Ademir de Menezes, que, em sua jogada característica, arrancou, passando pela marcação de Obdulio Varela, e marcou o segundo gol vascaíno, esfriando o ímpeto adversário. A partir desse momento, a partida ficou mais truncada. Já nos minutos finais, em um lance trabalhado por Dejair, a bola chegou em Maneca, que cruzou na medida para Ipojucan completar de cabeça e fechar o placar em 3 a 0.
O goleiro Moacyr Barbosa, frequentemente alvo de críticas após o Maracanaço, teve atuação destacada, com defesas seguras que garantiram o placar e o clean sheet. Ao final do confronto, a torcida presente no Estádio Centenário reconheceu a performance vascaína, aplaudindo a equipe pelo desempenho.

## Detalhes da partida
| 08 de Abril de 1951 | Peñarol | 0 – 3     | Vasco da Gama                          | Estádio Centenario - Montevidéu |
| 16:15 (UTC−3)       |         | Relatório | Friaça 25' · Ademir 54' · Ipojucan 83' | Público: 70 mil presentes Renda: $ 70.960.20 pesos Árbitro: Juan Lorenzo Castaldi Diego Rimel Latorre (auxiliares) Héctor Pedro Rodríguez Ottonelli |

| \| \| \| \| \| \| \| \| \| \| \| \| \| \| \| \| \| Peñarol \| \| \| | Vasco         |               |
| Cores do Time                                                       | Cores do Time | Cores do Time |
| Cores do Time                                                       |               |               |
| Cores do Time                                                       |               |               |
|                                                                     |               |               |
| Peñarol                                                             |               |               |

| Peñarol         |  |                         |     |
|                 |  |                         |     |
| GOL             |  | Roque Máspoli           |     |
| ZAG             |  | Matías González         |     |
| ZAG             |  | Obdulio Varela          | 68' |
| ZAG             |  | Juan Carlos González    |     |
| VOL             |  | Washington Ortuño       | 46' |
| MEI             |  | Carlos Romero           |     |
| MEI             |  | Ernesto Vidal           |     |
| MEI             |  | Juan Alberto Schiaffino |     |
| ATA             |  | Alcides Ghiggia         |     |
| ATA             |  | Óscar Míguez            |     |
| ATA             |  | Juan Hohberg            | 56' |
| Reservas:       |  |                         |     |
| GOL             |  | Pereyra Natero          |     |
| MEI             |  | Ferruel Cerutti         | 68' |
| ATA             |  | Julio César Britos      |     |
| ATA             |  | Julio Abbadie           | 56' |
| ATA             |  | Julio Pérez             | 46' |
| Técnico:        |  |                         |     |
| Emérico Hirschl |  |                         |     |

| Vasco da Gama |  |                |     |
|               |  |                |     |
| GOL           |  | Barbosa        |     |
| ZAG           |  | Augusto        |     |
| ZAG           |  | Clarel Kauer   |     |
| VOL           |  | Danilo Alvim   |     |
| VOL           |  | Ely do Amparo  |     |
| VOL           |  | Alfredo II     | 86' |
| MEI           |  | Tesourinha     |     |
| MEI           |  | Ademir Menezes | 79' |
| ATA           |  | Friaça         | 86' |
| ATA           |  | Maneca         |     |
| ATA           |  | Dejair Mazzoni |     |
| Reservas:     |  |                |     |
| GOL           |  | Ernâni         |     |
| VOL           |  | Jorge          | 86' |
| MEI           |  | Ipojucan       | 79' |
| ATA           |  | Jansen         | 86' |
| ATA           |  | Chico          |     |
| Técnico:      |  |                |     |
| Otto Glória   |  |                |     |